# Central Park (serie de televisión)
Central Park es una serie web estadounidense de antología musical y comedia creada por Louren Bouchard para Apple TV+. La serie se estrenó el 29 de mayo de 2020.

## Sinopsis
Contada a través de los ojos de un músico callejero llamado Birdie, la serie musical cuenta la historia de la familia Tillerman-Hunter que vive en el castillo de Edendale en Central Park. El patriarca Owen, quien es el gerente del parque, su esposa Paige, que es periodista constantemente atrapada en escribir piezas de pelusa y espera escribir una historia real, su hija Molly, a quien le encanta dibujar cómics sobre ella y un chico que tiene una cometa y su hijo Cole, un joven emocional que ama a los animales. Sus vidas cambian cuando una heredera y empresaria de edad avanzada llamada Bitsy Brandenham, y su asistente constantemente abusada, Helen, planean comprar todo el terreno en Central Park y convertirlo en más condominios, tiendas comerciales y restaurantes como una forma de volver al mundo . Los Tillerman también deben lidiar con sus propios problemas y salvar el parque.

## Reparto
- Josh Gad
- Leslie Odom Jr.
- Tituss Burgess
- Kristen Bell
- Stanley Tucci
- Daveed Diggs
- Kathryn Hahn

## Episodios
| N.º en serie | N.º en temp. | Título            | Dirigido por | Escrito por                               | Fecha de emisión original | Código de prod. |
| --- | ------------ | ----------------- | ------------ | ----------------------------------------- | ------------------------- | --------------- |
| 1 | 1            | «Episode One»     | Gavin Dell   | Loren Bouchard, Nora Smith & Regina Hicks | 29 de mayo de 2020        | 1LBV01          |
| Birdie, un músico callejero, introduce al público en el Central Park. («Central in My Heart») así como la familia Tillerman-Hunter que vive en el Castillo de Edendale: Owen, el gerente del parque, su esposa Paige, una periodista, y sus hijos Molly y Cole. Presenta a Bitsy Brandenham («Heiress to a Fortune»), propietaria del Hotel Brandenham que se encuentra frente al parque. Su perro, Shampagne, ha desaparecido allí debido al mal manejo intencional de su asistente Helen. Todo el mundo expresa sus deseos: Owen quiere tener algo de respeto por sí mismo y por el parque, Paige quiere conseguir una gran historia, Molly quiere que un chico llamado Brendan se fije en ella, Cole, que tiene a Shampagne, quiere cuidar de él y Helen quiere ser la dueña de todo («Own It»). Bitsy ofrece una recompensa por el regreso de su perro, haciendo que todos pululen por el parque y destruyan las preciadas Turtleheads de Owen. Owen descubre el crimen de Cole e intenta que su padre le escuche («Poops I'll Pick Up»). Finalmente devuelven el perro a un Bitsy desagradecida, entristeciendo mucho a Cole («Shampagne Was My Best Friend»). Paige revela que escribió un artículo sobre la destrucción de las Turtleheads que complace ligeramente a Owen. Bitsy revela su plan de comprar el Central Park («Central a mi parcela»). |              |                   |              |                                           |                           |                 |
| 2 | 2            | «Skater's Circle» | Corey Barnes | Halsted Sullivan                          | 29 de mayo de 2020        | 1LBV02          |
| 3 | 3            | «Hat Luncheon»    | Ian Hamilton | Chuck Tatham                              | 5 de junio de 2020        | 1LBV03          |
| 4 | 4            | «Garbage Ballet»  | Gavin Dell   | Monica Padrick                            | 12 de junio de 2020       | 1LBV04          |

## Producción
Central Park fue desarrollado en 20th Century Fox Television y originalmente estaba buscando FOX, que había estado buscando desarrollar más series animadas. Después de que Fox finalmente pasó a Central Park, 20th Century Fox Television comenzó a comprar el proyecto que desencadenó una acalorada guerra de ofertas entre Apple, Netflix y Hulu.
El 12 de marzo de 2018, se anunció que Apple había dado a la producción un pedido de dos temporadas directo a la serie que constaba de 26 episodios en total. La serie fue creada por Loren Bouchard, quien la coescribió Nora Smith y Josh Gad. Los productores ejecutivos de la serie incluyen Bouchard y Gad con Kevin Larsen como productor. Las compañías de producción involucradas en la producción incluyen 20th Century Fox Television.
El 27 de julio de 2018, se anunció que Regina Hicks se uniría a la serie como productora ejecutiva y coproductora junto a Bouchard y Gad.

### Casting
Junto con el anuncio inicial de la serie, se informó que Gad, Leslie Odom Jr., Tituss Burgess, Kristen Bell, Stanley Tucci, Daveed Diggs y Kathryn Hahn habían sido elegidos como asiduos de la serie.